# 科爾季夫
49°50′46″N 25°3′12″E / 49.84611°N 25.05333°E
科爾季夫（烏克蘭語：Колтів），是烏克蘭西部的村莊，隸屬利維夫州的佐洛奇夫區。該村面積1.1平方公里，海拔高度285米，2001年人口427，人口密度每平方公里388.54人。